# Campionati austriaci di ski cross 2014
I Campionati austriaci di ski cross 2014 si sono svolti a Stubai il 22 novembre. Il programma ha incluso sia la gara femminile che la gara maschile. 
Trattandosi di competizioni valide anche ai fini del punteggio FIS, vi hanno partecipato anche sciatori di altre federazioni, senza che questo consentisse loro di concorrere al titolo nazionale austriaca.

## Risultati

### Uomini
| Pos. | Atleta                | Nazione |
| ---- | --------------------- | ------- |
| 1    | Egor Korotkov         | Russia  |
| 2    | Sergey Mozhaev        | Russia  |
| 3    | Thomas Zangerl        | Austria |
| 4    | Christoph Wahrstötter | Austria |
| 5    | Ivan Anikin           | Russia  |
| 6    | Andreas Matt          | Austria |

### Donne
| Pos. | Atleta                    | Nazione   |
| ---- | ------------------------- | --------- |
| 1    | Katrin Ofner              | Austria   |
| 2    | Andrea Zemanova           | Rep. Ceca |
| 3    | Aude Aguilaniu            | Belgio    |
| 4    | Andrea Limbacher          | Austria   |
| 5    | Anastasia Chirtcova       | Russia    |
| 6    | Sabine Wolfsgruber        | Italia    |
| 7    | Karolina Riemen Żerebecka | Rep. Ceca |
| 8    | Ekaterina Maktseva        | Russia    |
| 9    | Franziska Steffen         | Belgio    |
| 10   | Christina Staudinger      | Austria   |